# Little Simz
Сімбіату «Сімбі» Абісола Абіола Аджикаво (народилася 23 лютого 1994 року), більш відома під сценічним ім'ям Little Simz, — британська реперка, співачка та актриса. Після випуску чотирьох мікстейпів і п'яти EP, 18 вересня 2015 року випустила дебютний альбом A Curious Tale of Trials + Persons на своєму незалежному лейблі AGE: 101 Music. Альбом увійшов до UK R&B Albums Chart під номером 20 і UK Independent Albums Chart під номером 43. Її третій студійний альбом Grey Area отримав премію «Кращий альбом» як на Ivor Novello Awards, так і на NME Awards, а також був номінований на премію Mercury Prize. Її четвертий альбом Sometimes I Might Be Introvert отримав схвалення критиків.
У 2022 році отримала Brit Awards як «Найкращий новий артист».

## Ранні роки
Аджикаво народилася в Ізлінгтоні, Лондон, в сім'ї нігерійців. Виховувалася з двома старшими сестрами. За етнічним походженням — йоруба. Навчалася в школі Highbury Fields в Лондоні. Відвідувала молодіжний клуб St Mary's на Аппер-стріт, Ізлінгтон, який також відвідували попзірки Леона Льюїс та Александра Берк. Пізніше Аджикаво навчалася у Вестмінстерському коледжі Кінгсуей і там продовжила свою музичну кар'єру.

## Кар'єра

### Акторська кар'єра
Її акторська кар'єра почалася з ролі Вікі в дитячому серіалі BBC Spirit Warriors, який транслювався у 2010 році, і в ролі Мелеки в телесеріалі E4 Youngers. Вона була оповідачем телевізійного серіалу «Афрофутуризм» і зіграла Шеллі у серіалі Netflix «Главар». З'явилася в ролі себе у фільмі Sony/Marvel Venom — Let There Be Carnage, співаючи свою пісню Venom у нічному клубі.

### Музична кар'єра
Аджикаво описує свою музику як реп і експериментальну. Співачка спільні виступи разом з Estelle, Tinie Tempah, Ms. Dynamite and Kano.
Перший студійний альбом Little Simz A Curious Tale of Trials + Persons вийшов 18 вересня 2015 року.
16 грудня 2016 року вона випустила другий студійний альбом Stillness in Wonderland. Він був натхненний «Пригодами Аліси у Дивокраї» і підкріплений коміксами, художньою виставкою та фестивалем.
У 2017 році вона виступала на розігріві для Gorillaz під час їхнього туру Humanz, а також була вокалісткою пісні «Garage Palace», яка була представлена у виданні Super Deluxe їхнього альбому Humanz.
6 вересня 2018 року Little Simz та її лейбл AGE 101 підписали всесвітню угоду з AWAL Recordings, після того, як AWAL розповсюдила її дебютний альбом. Цю угоду було продовжено 18 червня 2020 року.
1 березня 2019 року Little Simz випустила третій студійний альбом Grey Area, який отримав широке визнання критиків, і була номінована на премію Mercury Prize та нагороду IMPALA «Європейський незалежний альбом року».
Четвертий альбом Sometimes I Might Be Introvert вийшов 3 вересня 2021 року.
Проти ночі 9 лютого в Лондоні відбулася церемонія вручення BRIT Awards 2022. Вперше в історії премії не було поділу на чоловічі та жіночі номінації. Little Simz отримала премію як «Найкращий новий артист».

## Дискографія

### Студійні альбоми
- A Curious Tale of Trials + Persons (2015)
- Stillness in Wonderland (2016)
- Grey Area (2019)
- Sometimes I Might Be Introvert (2021)

## Фільмографія
| Рік  | Українська назва | Оригінальна назва           | Роль  |
| ---- | ---------------- | --------------------------- | ----- |
| 2010 |                  | Spirit Warriors             | Вікі  |
| 2012 |                  | Ill Manors                  |       |
| 2013 |                  | Youngers                    |       |
| 2019 | Ватажок          | Top Boy                     | Шеллі |
| 2021 | Веном 2: Карнаж  | Venom: Let There Be Carnage | камео |
| 2023 | Сила             | The Power                   |       |
| 2025 | Стів             | Steve                       |       |